# Neil Aspin
Neil Aspin, född den 12 april 1965 i Gateshead i Tyne and Wear, är en engelsk före detta professionell fotbollsspelare och sedermera -tränare.
Aspin började sin fotbollskarriär i Leeds United och är ihågkommen som en framgångsrik försvarsspelare mellan 1982 och 1989, då han spelade 244 matcher och gjorde sex mål, varav 207 ligamatcher och fem ligamål för klubben. Han spelade dessutom tio år för Port Vale, där han spelade 348 ligamatcher och gjorde tre mål.
Aspin har varit tränare för Harrogate Town, Halifax Town och Gateshead.